# Cattedrali in Egitto
Questa è una lista delle cattedrali dell'Egitto.

## Cattedrali ortodosse

### Chiesa ortodossa copta
| Cattedrale                | Località             | Arcidiocesi o Diocesi      | Immagine |
| ------------------------- | -------------------- | -------------------------- | -------- |
| Cattedrale di San Marco   | Alessandria d'Egitto | Patriarcato di Alessandria |          |
| Cattedrale di San Marco   | Cairo                | Patriarcato di Alessandria |          |
| Cattedrale di San Marco   | Ezbekiyya            | Patriarcato di Alessandria |          |
| Cattedrale di San Michele | Assuan               | Diocesi copta d'Assuan     |          |

### Chiesa greco-ortodossa

#### Patriarcato greco-ortodosso di Alessandria
| Cattedrale                    | Diocesi              | Città                                        | Immagine |
| ----------------------------- | -------------------- | -------------------------------------------- | -------- |
| Cattedrale dell'Annunciazione | Alessandria d'Egitto | Arcidiocesi ortodossa d'Alessandria d'Egitto |          |

## Cattedrali cattoliche

### Chiesa latina
| Cattedrale                               | Località             | Arcidiocesi o Diocesi                        | Immagine |  |
| ---------------------------------------- | -------------------- | -------------------------------------------- | -------- |  |
| Cattedrale di Santa Caterina             | Alessandria d'Egitto | Vicariato apostolico di Alessandria d'Egitto |          |  |
| Basilica di Nostra Signora di Heliopolis | Cairo                | Vicariato apostolico di Alessandria d'Egitto |          |  |
| Cattedrale di Maria Regina del Mondo     | Porto Said           | Vicariato apostolico di Alessandria d'Egitto |          |  |

### Chiesa cattolica copta
| Cattedrale                              | Località   | Arcidiocesi o Diocesi                | Immagine |
| --------------------------------------- | ---------- | ------------------------------------ | -------- |
| Cattedrale di Santa Caterina            | Cairo      | Patriarcato di Alessandria dei Copti |          |
| Cattedrale di Sant'Antonio e San Paolo  | Abu Qurqas | Eparchia di Abu Qurqas               |          |
| Cattedrale del Sacro Cuore              | Al Qusia   | Eparchia di Al Qusia                 |          |
| Cattedrale della Madre del Divino Amore | Assiut     | Eparchia di Assiut                   |          |
| Cattedrale di Giza                      | Giza       | Eparchia di Giza                     |          |
| Cattedrale di San Marco                 | Ismailia   | Eparchia di Ismailia                 |          |
| Cattedrale di Luxor                     | Luxor      | Eparchia di Luxor                    |          |
| Cattedrale di Cristo Re                 | Minya      | Eparchia di Minya                    |          |
| Cattedrale di Cristo Re                 | Sohag      | Eparchia di Sohag                    |          |

### Altri riti
| Cattedrale                             | Località             | Chiesa                          | Arcidiocesi o Diocesi                    | Immagine |
| -------------------------------------- | -------------------- | ------------------------------- | ---------------------------------------- | -------- |
| Cattedrale della Dormizione di Maria   | Alessandria d'Egitto | Chiesa cattolica greco-melchita | Arcieparchia di Alessandria dei Melchiti |          |
| Cattedrale del Rosario                 | Cairo                | Chiesa cattolica sira           | Eparchia del Cairo dei Siri              |          |
| Cattedrale di Nostra Signora di Fatima | Cairo                | Chiesa cattolica caldea         | Eparchia del Cairo dei Caldei            |          |
| Cattedrale dell'Annunciazione          | Alessandria d'Egitto | Chiesa armeno-cattolica         | Eparchia di Alessandria degli Armeni     |          |
| Cattedrale di San Giuseppe             | Cairo                | Chiesa maronita                 | Eparchia del Cairo dei Maroniti          |          |

## Cattedrali anglicane
| Cattedrale                  | Località             | Arcidiocesi o Diocesi      | Immagine |
| --------------------------- | -------------------- | -------------------------- | -------- |
| Cattedrale di San Marco     | Alessandria d'Egitto | Diocesi anglicana d'Egitto |          |
| Cattedrale di Tutti i Santi | Cairo                | Diocesi anglicana d'Egitto |          |